# Bogø
Bogø – miasto w Danii, w regionie Zelandia, w gminie Vordingborg.